# Gaulois (peuples)
Pour un article plus général, voir Peuples celtes.
Pour les Gaulois à partir du Ier siècle av. J.-C., voir l'article Gallo-Romains.
Pour les articles homonymes, voir Gaulois.
Les Gaulois (en latin : Galli, en grec ancien : Γαλάται (Galátai)) étaient l'ensemble des peuples protohistoriques habitant la Gaule, au sens défini par Jules César dans le cadre du récit de ses conquêtes militaires. Ce concept ethno-culturel, né de la vision romaine de l'espace continental européen alors peu connu des géographes antiques, sert usuellement à désigner l'ensemble des peuples celtiques ayant occupé les territoires de la France, de la Suisse et de la Belgique actuelles et d'une partie de l'Allemagne actuelle (par exemple, la ville de Trèves actuelle, allemande, est située sur le territoire de la Gaule Belgique).
Les peuples gaulois sont liés entre eux par plusieurs traits de culture et de langue, notamment la culture matérielle de la civilisation celtique, à l'instar du faciès culturel de La Tène. Sur le plan linguistique, la majeure partie parle la langue gauloise, documentée par de nombreuses inscriptions. Seul fait exception l'isolat linguistique constitué par les Aquitains, qui parlent le proto-basque.
Outre la désignation sous laquelle on range les Gaulois, il existe plusieurs sous-ensembles et groupes culturels identifiés avant César par les géographes et historiens antiques : on peut mentionner ainsi les Ibères dans le Languedoc et les Ligures en Provence, qui se rattachaient eux aussi à la civilisation celtique antique malgré une forte hellénisation dès l'époque classique et hellénistique. Les Gaulois, à partir du IIe siècle av. J.-C. et surtout à la suite de la conquête des Gaules par Jules César, sont l'objet d'un processus d'acculturation rapide, du fait du grand commerce en Méditerranée et de la soumission à l'État romain. Les marqueurs de la civilisation gauloise s'estompent alors progressivement et ne survivent que par des portions limitées : la culture matérielle de La Tène disparaît au début du Ier siècle de notre ère, la langue celtique reste pratiquée mais marginale, cantonnée à des textes religieux, des calendriers, ou des dédicaces votives, au profit de l'ascension du latin dans la région. Les panthéons gaulois survivent partiellement, parfois mêlés aux divinités grecques et romaines qui s'imposent alors dans les cultes publics des cités gallo-romaines soumises au pouvoir de Rome et intégrées aux provinces des Gaules.
Les Gaulois, à proprement parler, se composaient politiquement de nombreuses nations indépendantes et de confédérations parlant un ensemble de dialectes celtes. Ils pensaient descendre d'une même souche dont ils connaissaient la généalogie et avaient conscience pour partie des similitudes qui les unissaient, à l'image de ce qui constituait l'identité grecque par exemple. À ces liens de filiation, réels ou mythiques, qui leur créaient parfois des obligations de solidarité, d'asile, de soutien militaire occasionnel, s'ajoutaient régulièrement des alliances de circonstance. Du fait de ces alliances et des équilibres géopolitiques, certains des peuples Gaulois se constituèrent comme la clientèle d'autres peuples plus puissants pour former des fédérations comme celles des Arvernes et des Éduens. Tous ces peuples étaient divisés en entités politiques plus ou moins définies et associées à un territoire fixe, formant des précurseurs des civitates romaines de l'époque impériale. La plupart des peuples disposaient d'une capitale, un chef-lieu politique ou religieux, entourée d'un pays avoisinant abritant des communautés secondaires, rurales. Ces structures perdurent parfois à l'époque romaine, sous la forme des pertica, subdivisées en pagus, qui correspondent à peu près aux cantons français actuels.
Les civilisations gauloises sont rattachées, en archéologie, pour l'essentiel, à la civilisation celtique de La Tène (du nom d'un site découvert au bord du lac de Neuchâtel, en Suisse). La civilisation de La Tène s'épanouit sur le continent au Second Âge du fer (Tène I) et disparut en Irlande durant le haut Moyen Âge (Tène IV).
L'image des Gaulois est encore faussée chez le public et la presse française qui reprennent la plupart des stéréotypes établis dès le Second Empire et la Troisième République, notamment celle d'un peuple ne sachant ni lire ni écrire, de guerriers valeureux mais de brutes sauvages, et de l'expression typique du « roman national » français, « nos ancêtres les Gaulois ».

## Étymologie et ethnonymie
Les Gaulois se nommaient eux-mêmes Celtes (Celtae en latin) en leurs langues ou plus exactement Keltoï écrit en alphabet grec. Pour la Gaule ils disaient Keltiia et peut-être aussi Litaouî « la (terre) large », par opposition à Iouerio « la terre entourée d'eau » qui désignait les îles britanniques[réf. nécessaire].
Selon Jules César, la Gaule était habitée par trois principaux peuples : Celtae, Belgae et Aquitani.

« L’ensemble de la Gaule est divisé en trois parties : l’une est habitée par les Belges, l’autre par les Aquitains, la troisième par le peuple qui, dans sa langue, se nomme Celtes, et, dans la nôtre, Gaulois. »

— Commentaires sur la Guerre des Gaules I-1, Jules César
La première mention écrite du nom des Celtes — en grec : Κελτοί (Keltoi) ou Κέλται (Keltai) — pour désigner un groupe ethnique, est due à Hécatée de Milet, historien et géographe grec, en 517 av. J.-C., qui parlait d'un peuple vivant près de Massilia (actuelle Marseille). Au Ve siècle av. J.-C., Hérodote se référait aux Keltoi vivant aux environs de la source du Danube, ainsi que dans l'Extrême-Ouest de l'Europe. L'étymologie du terme Keltoi n'est pas claire. Un fragment d'un texte des Catalogues d'Hésiode (VIIIe siècle av. J.-C.), cité par Strabon, cite les Ligures parmi les trois grands peuples barbares, aux côtés des Éthiopiens et des Scythes, alors que quelques siècles plus tard Éphore de Cumes remplacera les Ligures par les Celtes aux côtés des Scythes, des Éthiopiens et des Indiens. Avienus, dans sa traduction en latin d'un vieux récit de voyage, probablement marseillais, qu'on peut dater de la fin du VIe siècle av. J.-C., indique que les Ligures se seraient jadis étendus jusqu'à la mer du Nord, avant d'être repoussés (ou dominés et assimilés) par les Celtes jusqu'aux Alpes. On pourrait y voir un remplacement de la dénomination ligure par celle de celte à la suite d'une extension culturelle des Celtes d'Europe centrale étant donné la courte période de transition.
Différentes racines indo-européennes pourraient en être à l'origine : *kʲel « cacher », « dissimuler » (présent aussi dans le vieil irlandais: ceilid) ; *kʲel « échauffer » ou « mettre en colère» ; *kel « pousser ». Certains auteurs supposent que ce terme est d'origine celtique, tandis que d'autres le considèrent comme inventé par les Grecs. La linguiste Patrizia de Bernardo Stempel appartient à ce dernier groupe et suggère qu'il signifie « les grands ». Le mot proprement celte est issu du celtique commun *kel-to (« combattant, guerrier ») dérivant lui-même de *kellāko- (« combat, guerre »), tandis que galate et gallus procèdent eux du celtique commun *galatis (« fort, puissant ») dérivant lui-même de *gal-n (« être capable, puissant »). Il a peut-être été emprunté en latin, pendant les expansions celtiques en Italie, au début du Ve siècle av. J.-C. Les noms tribaux de Gallaeci, et des Galates du grec Γαλάται (Galatai, latinisé Galatae, voir la région de Galatie en Anatolie) ont très probablement la même origine. Le suffixe -atai pourrait être une flexion grecque ancienne. Les auteurs classiques n'appliquaient pas les termes Κελτοί ou Celtae aux habitants de la Grande-Bretagne ou de l'Irlande, ce qui a conduit certains savants, par préférence, de ne pas utiliser le terme pour désigner les habitants de l'âge du fer britannique.
Le géographe Strabon, écrivant notamment sur la Gaule, vers la fin du Ier siècle av. J.-C., se réfère à la « race qui s'appelle maintenant à la fois gauloise et galate », bien qu'il utilise également le terme celtique comme synonyme de Gaule, qui est séparée de l'Ibérie par les Pyrénées. Pourtant, il rapporte des peuples celtiques en Ibérie, et utilise également les noms ethniques Celtiberi et Celtici pour désigner ces peuples, à la différence de Lusitani et Iberi. Pline l'Ancien a cité l'utilisation du terme Celtici, en Lusitanie, comme nom de famille tribal, ce que les découvertes épigraphiques ont confirmé,.
Au Ier siècle av. J.-C., Jules César a rapporté que les personnes connues des Romains comme Gaulois (Galli) s'appelaient Celtae dans leur langue et Gallii dans la nôtre, ce qui suggère que même si le nom Keltoi a été accordé par les Grecs, il a été adopté dans une certaine mesure comme un nom collectif par les peuples de Gaule.
Les Germains appelaient les Celtes *Walχisk « étranger » devenu en allemand moderne Welsch, un terme souvent péjoratif par lequel les Allemands désignaient les populations non germaniques, et devenu en slave Valaque pour désigner les non slaves. Les Germains (Angles, Saxons et Jutes) arrivés sur le sol britannique au Ve siècle de notre ère ont utilisé ce même terme pour qualifier les Celtes du Pays de Galles : Welsh, et de Wales leur pays. Cette même racine est utilisée aujourd'hui encore à travers le gentilé Wallon et la région correspondante en Belgique, la Wallonie. De même, les français Gaule et gaulois procèdent du même terme germanique utilisé par les locuteurs de langue francique : *walhisk « roman », dérivé de *walha « les Romans » faisant référence aux peuples ne parlant pas le francique, cependant il y a eu métathèse de [l], d'où Wahla > *Gwaula > Gaule.
Le nom latin de Gallus « Gaulois » a été associé à la Renaissance à son homophone gallus « coq » (ancien français jal, jau « coq »), devenu ainsi l'animal emblématique de la France.
Celt est ensuite devenu un mot de l'anglais moderne, d'abord attesté en 1707, dans l'écrit d'Edward Lhuyd, dont le travail, avec celui d'autres savants de la fin du XVIIe siècle, a attiré l'attention sur les langues et l'histoire des premiers habitants celtiques de Grande-Bretagne. Les mots anglais Gaul (d'abord attestée au XVIIe siècle), et Gaulish sont issus du radical français Gaul-, avec ajout du suffixe anglais -ish dans le cas de l'adjectif, dont la racine proto-germanique *Walha- est identique à celle du terme anglais Welsh « gallois » (vieil anglais wælisċ < *walhiska-), à celle de l’allemand du sud Welsche « Welche » signifiant « locuteur celtique », « locuteur français » ou « locuteur italien » selon les contextes (voir l'expression Kauderwelsch « sabir, jargon, baragouin ») et à celle du vieux norrois Valskr, pl. Valir, « Gaulois, Français ». Le proto-germanique *walha est, en définitive, dérivé du nom des Volcae, une tribu celtique qui a vécu à l'origine au sud de l'Allemagne et en Europe centrale, avant d’émigrer en Gaule. Cela signifie que le terme français Gaule en dépit de sa similitude superficielle avec le latin Gallia, n'en procède pas en réalité, car il aurait dû produire *Jaille en français, comme c'est le cas pour le toponyme français La Jaille-Yvon, qui doit son nom à un certain Yvo de Gallia mentionné en 1052-1068.

## Histoire

### Les origines d'après les sources écrites
- Noyau territorial Hallstatt, au VIe siècle av. J.-C.

Distribution diachronique des peuples celtiques :
Noyau territorial Hallstatt, au
Expansion celtique maximale, en 275 av. J.-C.
Domaine lusitanien de l'Ibérie où la présence celtique est incertaine
Zones où les langues celtiques restent largement parlées aujourd'hui

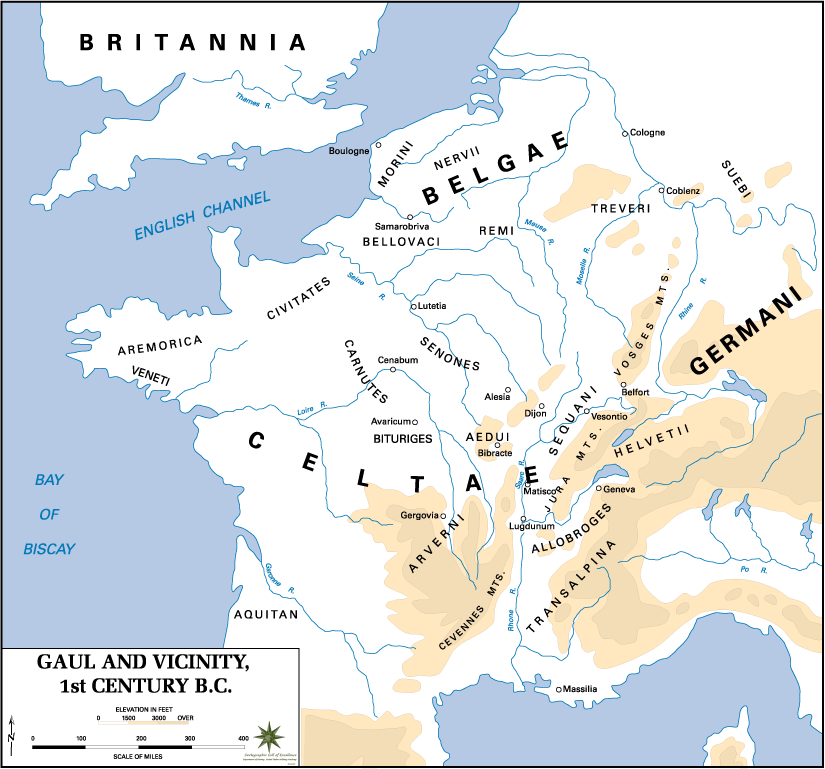
Une carte de la Gaule au, détaillant la position des trois principaux peuples : les Celtae, les Belgae et les Aquitani. La région correspond aujourd'hui à la Belgique, France, Suisse, Pays-Bas, l'Ouest de Allemagne et le Nord de l'Italie.

Les mentions écrites des auteurs gréco-latins décrivant l'arrivée des peuplades gauloises dans l'histoire sont relativement tardives par rapport aux époques auxquelles elles se réfèrent, ce qui incite à interpréter ces textes avec précaution. Une corrélation est toutefois à établir entre les Ligures et les Gaulois puisqu'Hésiode (cité par Strabon) spécifie bien que les Ligures faisaient partie des grandes nations du monde connu entre les Éthiopiens et les Scythes, alors que quelques siècles plus tard Éphore de Cumes remplaçait les Ligures par les Celtes aux côtés des Éthiopiens, des Scythes et des Indiens. Les auteurs antiques parlent d'invasions celtiques, terme repris par les historiens postérieurs. Il semble que Tite-Live, historien latin et Trogue Pompée, premier historien gallo-romain, aient été largement influencés par les migrations en masse des peuples nordiques, les Cimbres et les Teutons. De même, les archéologues qui parlent, les premiers, des invasions celtiques ne font que reproduire, plus ou moins consciemment, le modèle des invasions germaniques du Ve siècle. En réalité, les évolutions que connaissent les peuples celtes aux VIIIe et VIIe siècles av. J.-C. ont probablement pour origine deux mouvements importants venus de l'extérieur (colonisation grecque et phénicienne en Méditerranée, campagnes assyriennes dévastant les cités de Palestine et syro-phéniciennes). Ces troubles provoqués à l'est, ainsi que l'installation de colonies grecques sur les littoraux occidentaux de la Méditerranée, tout comme le développement de l'Étrurie padane, transforment les routes commerciales européennes, au profit des peuples occidentaux. Cette nouvelle donne engendre les mutations sociales du Ve siècle av. J.-C., la formation de la civilisation laténienne.
Selon Tite-Live, des Celtes qui peuplaient les territoires correspondant à la Gaule auraient commencé à migrer vers l'est au cours du Ve siècle av. J.-C.. Ambigatos roi des Bituriges, aurait ainsi envoyé deux de ses neveux chercher de nouvelles terres. Le premier, Segovesos, se serait rendu en forêt Hercynienne tandis que le second, Bellovesos aurait commencé la migration et les raids gaulois en Italie.
Pour Strabon (VII 1, 2), les Germains sont identiques aux Gaulois par leur aspect physique et leur mode de vie, tout en étant plus sauvages, plus grands et aussi plus blonds. Cette blondeur des Gaulois pourrait provenir d'une teinture à l'argile ou à l'eau de chaux qui éclaircissait les « cheveux chaulés » des Gaulois même bruns, ou d'une teinture, le sapo — savon utilisé comme onguent — à base d'un mélange de graisse de chèvre, de bois de hêtre et de suc de plantes qui donnait une chevelure blonde tirant vers le roux. Cet auteur croit que les Romains eux-mêmes ont donné ce nom aux Germains pour signifier qu'ils étaient les Gaulois authentiques, « germanus » ayant ce sens en latin. On trouve d'ailleurs des calembours à ce sujet dans Cicéron (Phil. XI, 14), Velleius Paterculus (II 67, 4) et Sénèque (Apoc. VI1)[Lesquels ?]. Ainsi, il est possible que les Gaulois soient en fait des peuples ligures ou vénètes celtisés (germanisés)[incompréhensible]. Les Celtes, n'utilisant pas l'écrit communément, apparaissent donc pendant la période dite protohistorique, à l’âge du bronze.
Les débuts de l'époque gauloise sont difficiles à dater et varient selon les régions considérées. Pour Henri Hubert, le processus aurait duré plusieurs siècles pendant lesquels plusieurs peuples auraient coexisté. Il ne se serait fait ni soudainement par une sorte de guerre d'invasion générale, ni en masse par la migration d'une multitude d'individus isolés, mais par l'arrivée de groupes organisés en clans, numériquement plus ou moins importants (voir la Civilisation de Vix et de Lavau), au milieu des autres peuples qui leur auraient accordé l'hospitalité, des droits définis par des traités et un territoire.
Il est communément admis que la civilisation celtique s'épanouit en Gaule avec La Tène, c'est-à-dire au deuxième âge du fer, à partir du Ve siècle av. J.-C. La ville de Marseille, colonie de la cité grecque de Phocée, est fondée vers 600 av. J.-C. sur le territoire des Ségobriges, peuple ligure (sego, « victoire », « force » et briga, « colline », « mont », « forteresse »).
Dans les sources grecques, en particulier de l'époque macédonienne, de nombreuses mentions de Celtes — appelés Galates et formant des contingents mercenaires — apparaissent : il est surtout fait référence à leur courage et à leur valeur guerrière. Cela correspond à la période de la plus grande expansion celtique (IVe et IIIe siècles av. J.-C.).
Dans les sources latines postérieures, les Gaulois des IIe et Ier siècles av. J.-C. sont clairement distingués des Cimbres, des Teutons et des Bretons.
La recherche actuelle montre ainsi que les Gaulois sont un peuple indigène, mais qu'ils étendent leur territoire à l'est en établissant des colonies (notamment en Galatie). Les cités décident d'y envoyer une partie de leur jeunesse, peut-être une génération entière, fonder un nouveau territoire, cette colonisation étant loin de l'image des invasions gauloises forgée par les Romains.

### Avant Rome

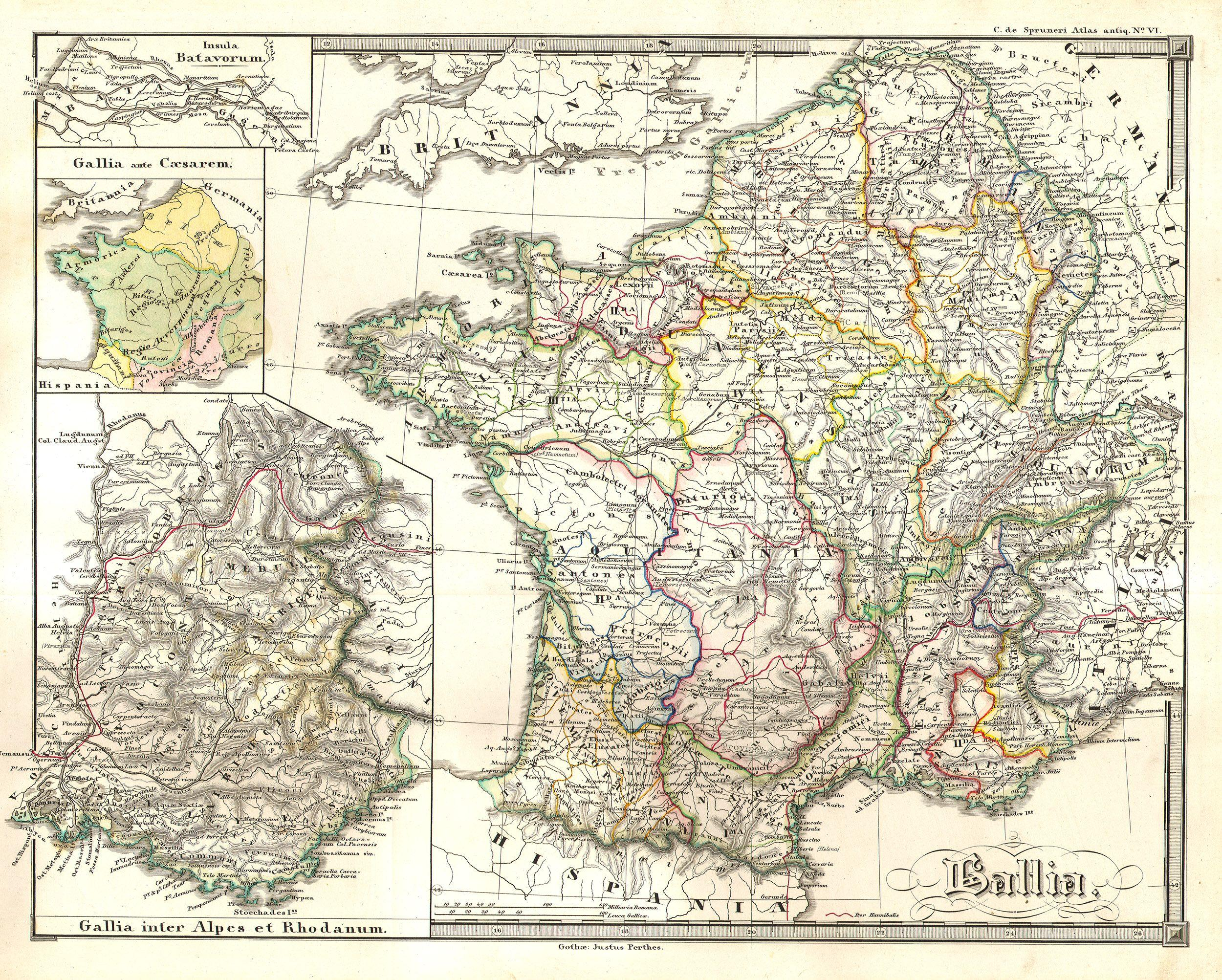
Gaule au moment de la conquête romaine.

La Gaule, à la veille de la conquête romaine, est un pays d'alternances de forêts, de plaines cultivées, de bocages et de cités fortifiées, sillonnés de routes, pour certaines empierrées, donc d'un espace densément mis en valeur, loin des clichés légués par les historiens du passé. L'archéologie, en particulier aérienne, a démontré que des milliers de fermes gauloises (nombreuses petites fermes « indigènes » mais aussi certaines villas gauloises aussi étendues que les futures villae gallo-romaines) quadrillaient le territoire aux IIe siècle av. J.-C., et les fouilles réalisées dans les oppida, par exemple à Bibracte, ont mis en valeur une structure urbaine complexe et élaborée. Les résultats archéologiques et archéométriques viennent ainsi graduellement gommer l'image mythique de la grande forêt gauloise centrale, épaisse et impénétrable, au fond de laquelle vivent dans des cabanes ou des huttes rondes des guerriers hirsutes et paillards. Les Gaulois sont des paysans pratiquant une gestion forestière avec choix de bois de chauffe et de construction, ainsi que des défrichements pour une mise en culture des sols, si bien que la forêt n'a plus le loisir de reconquérir les terres défrichées. Ce sont également des commerçants, des négociants, des artisans, des techniciens qui habitent des maisons convenables, dans des fermes, des villages, voire des villes.
Dans ses Commentaires sur la Guerre des Gaules, César sous-estime le nombre d'habitants, tout en exagérant le nombre de guerriers. Suivant ses écrits, les érudits du passé ont estimé à cinq ou six millions le nombre d'habitants d'une Gaule qui faisait près de 100 000 km2 de plus que la France actuelle. Certains spécialistes pensent que la Celtica Gallica était peuplée de dix millions d'âmes environ, mais Ferdinand Lot en prenant pour base l'espace mis en culture et en faisant des comparaisons avec les chiffres obtenus au Moyen Âge, avance le nombre de vingt millions d'habitants (à peu près autant que sous le règne de Louis XIV).
La Gaule fut le lieu, bien avant la conquête, d'une urbanisation en plein essor, comme le montrent, par exemple, les fouilles des oppida de Corent, ou de Bibracte et d'un commerce à grande échelle, comme le révèlent les nombreux dépôts d'amphores vinaires italiques découvertes en contexte de sanctuaires.
Enfin, la société gauloise, dont la structure a varié dans le temps, semble très complexe et hiérarchisée à la veille de la conquête, et laisse apparaître une tripartition fonctionnelle qui peut être interprétée comme un héritage indo-européen. Les institutions sont proches de celles des Grecs et des Romains : une assemblée du peuple, un sénat et des magistrats placés sous l'autorité d'un vergobret. D'une manière générale, les femmes occupent une place plus grande que leurs correspondantes dans le monde méditerranéen. En effet, elles pouvaient participer à des jugements, délibérer dans des affaires d’État et étaient instruites dans l'art de soigner.

### La fin de l'indépendance
La Gaule fut incorporée militairement à la république romaine en deux étapes : la Gaule méridionale au-delà des Alpes (Gallia bracata en latin, c'est-à-dire Gaule en braies) fut conquise dès la fin du IIe siècle av. J.-C. et « romanisée », semble-t-il, en moins d'un siècle. Elle devint la première province romaine hors d'Italie : la Narbonnaise, et compta la première cité de droit romain hors d'Italie (Narbonne).
La Gaule septentrionale (nommée Gallia comata, c'est-à-dire Gaule chevelue, par Jules César) fut soumise entre -58 et -51 par les légions de ce dernier. Cette « Guerre des Gaules » culmina avec la défaite d'une coalition gauloise menée par l'Arverne Vercingétorix, à Alésia, en -52. L'historiographie romaine ne situe toutefois la fin de la pacification qu'en -51, à la suite d'une ultime victoire sur les restes des coalisés rassemblés sous les ordres du chef Lucterios. La présence de très nombreux lieux-dits « camps de César » en France ne doit pas tromper : la plupart d'entre eux sont des sites postérieurs, datant parfois du Moyen Âge. Cependant, il est probable que la pacification fut plus longue que ce que l'on a longtemps cru et dura au moins jusqu'après l'imperium d'Auguste. En effet les dernières révoltes ont eu lieu en pays Séquane en 70 et 71.

### L'empire des Gaules

L'empire des Gaules sous Tétricus en 271 apr. J.-C. (en vert).

Au cours du IIIe siècle, l'empire romain connaît une grave crise, appelée par la tradition anarchie militaire. Aux invasions barbares s'ajoutent dans de nombreuses provinces une crise économique. De la mort de Sévère Alexandre en 235 à l'avènement de Dioclétien en 285, 64 empereurs ou usurpateurs se succèdent ou luttent les uns contre les autres. Parmi eux se trouvent quelques généraux qui prennent le contrôle des Gaules pendant une quinzaine d'années, assurent la défense du limes du Rhin et établissent un empire des Gaules qui dure de 260 à 274.

### Les Gaulois de l'Empire romain
Les historiens parlent de la « romanisation » des Gaulois.
Les termes « Gaulois » et « Gaule », ainsi que l'essentiel des noms de peuples et de cités de la Gaule protohistorique restèrent en usage pour désigner peuples et territoires (cités). Par la suite, ces circonscriptions et leurs noms se fixèrent dans les diocèses pour parvenir jusqu'à nous : Périgueux, cité des Pétrocores, Vannes, cité des Vénètes, etc.
En archéologie et en histoire, les Gaulois romanisés sont appelés Gallo-romains, quoique ce terme n'ait jamais été employé dans les sources.

## Culture
Contrairement à une idée reçue tenace, les Gaulois ne vivaient pas dans les forêts (le paysage était ouvert, moins boisé qu'aujourd'hui), ils vivaient en ville (oppidum) ou à la campagne (maillage de grandes fermes abritant des aristocrates).
Avant même la conquête de la Gaule par l'armée romaine, les Gaulois entretenaient des relations commerciales denses avec les marchands romains. On trouve à Bibracte, à 500 km de la côte, des centaines de tonnes de fragments d'amphores de vin produit en Italie centrale, importées par les Gaulois au Ier siècle av. J.-C. ; ces témoignages archéologiques renforcent la thèse d'un développement important du commerce en Gaule. La monnaie gauloise était conçue de manière à pouvoir être échangée avec du numéraire romain.
Les Gaulois n'étaient nullement isolés. Aux échanges économiques s'ajoute la circulation des hommes engagés dans les armées impériales. Christian Goudineau rappelle que les armées des grands empires de l'époque hellénistique ont recruté des Gaulois, qui ainsi, ont vu Athènes, Alexandrie, Antioche ; ces mouvements ont introduit au moins une amorce d'acculturation.

### Artisanat et techniques

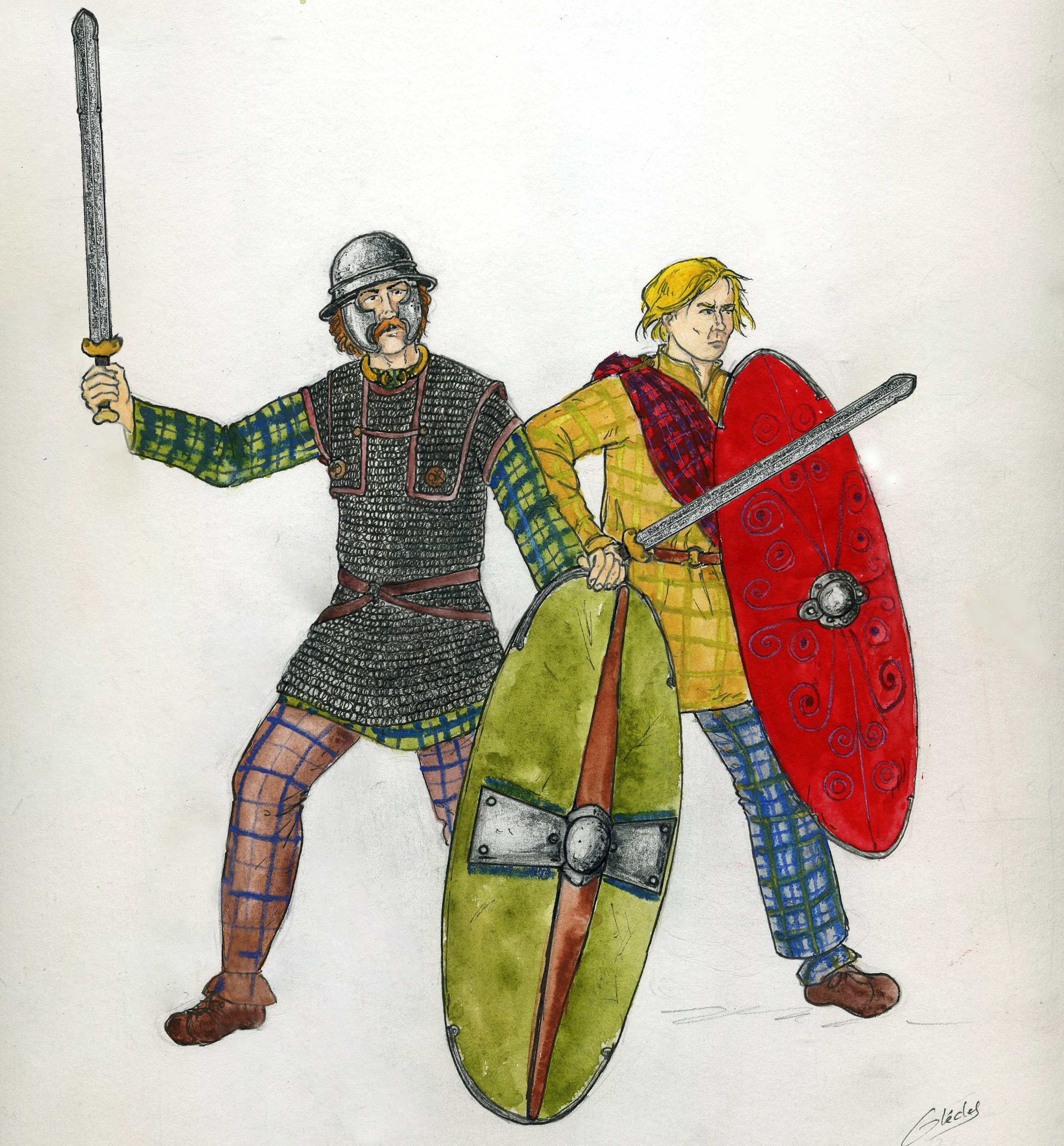
Guerriers gaulois portant leur habillement caractéristique, celui de gauche équipé en plus d'une cotte de mailles et d'un casque avec des paragnathides articulées.

L'artisanat prospère notamment dans l'art de la guerre. L'armement (casques, épées, pointes de lances et de flèches) témoigne de l'adresse des forgerons et des armuriers gaulois qui inventent la cotte de mailles (sans doute le modèle utilisé par les Romains, son usage se répandant en Europe au haut Moyen Âge) et les chaînes de ceintures à l'articulation complexe. L'outillage des métiers du fer (bêches, faux, araires) bénéficie de cet art de la guerre. « Bien des outils ont acquis dès ce moment la forme que nous leur connaissons aujourd'hui : le marteau, l'enclume, les tenailles, la hache, le ciseau, l'herminette, la plane ». La vaisselle (en céramique, mais aussi en bronze voir des objets en or et en argent liés à une marque de prestige), les parures (bagues, bracelets, fibule, pendentif, torques) sont également des témoignages de la maîtrise de cet art.
Les Gaulois sont des artisans réputés dans le travail du bois : le tonneau cerclé de métal, notamment, serait une invention gauloise ; des ateliers de tabletiers (faisant appel aux techniques de l'ébéniste, du marqueteur ou du tourneur) sont souvent situés à proximité des forges ou d'autres artisanats,.
La cuisine gauloise est riche et diversifiée : viandes (essentiellement d'animaux domestiques : bœufs, porcs, moutons, chevaux et chiens ; volaille telle que canards et oies ; les animaux chassés et mangés ne représentent qu'un centième des mammifères consommés, et le sanglier, mammifère moins fréquent que le lièvre ou les cervidés, est un animal honoré (les Gaulois lui attribuent des propriétés divines) et rarement chassé,), poissons, céréales (blé, orge, millet), légumineuses (pois cassés, lentilles), légumes (herbes, panais, asperges), et fruits de saison (framboises, mûres, baies de sureau et de genévrier, noisettes et châtaignes). Ils ont l'habitude de rehausser le goût des aliments avec des condiments, sauces et épices divers, tels que le garum ou le cumin.
L'habileté des artisans gaulois leur permet de produire des tissus et des vêtements (de lin à la saison chaude, de laine épaisse en hiver) avec un tissage qui dessine des rayures, des carreaux, interprète des fleurs. Leur qualité et confort sont tels qu'ils peuvent même être exportés. L'habillement caractéristique comprend chez l'homme les braies, pantalons retenus par une ceinture. Le Gaulois est torse nu ou porte une tunique, blouse à manche serrée à la taille, et la saie, manteau en forme de cape agrafé à la poitrine par une fibule. Le guerrier gaulois peut être en plus équipé d'un manteau, le bardocuculle, sorte de pèlerine avec capuchon (baptisé cucullus), d'une cotte de mailles et d'un casque avec des paragnathides articulées. La femme porte sous sa tunique une robe qui tombe jusqu'aux chevilles. Au pied, les deux sexes se chaussent notamment de brogues, des chaussures en cuir souple à semelle de bois avec laçage (mocassins reprise par les Romains qui les nomment caligae, corruption de *gallicae). Les membres des classes privilégiées peuvent revêtir des habits en soie ou brodés de fil d'or ou d'argent,.

### Architecture
Les édifices gaulois sont en bois et en terre, non en pierre, raison pour laquelle il n'en reste pas de vestiges visibles aujourd'hui. L'archéologie a mis en évidence en Auvergne la présence de sanctuaires gaulois de 50 mètres de côté, de 7 à 8 mètres de hauteur, avec des dizaines de colonnades, grâce aux traces laissées par les trous des poteaux et les parois ; ces monuments sont tout aussi imposants que ceux construits à la même époque en Grèce et à Rome, selon Matthieu Poux. Vincent Guichard rapproche cette architecture en bois de celle qui était à l'œuvre en Italie au temps des Étrusques.

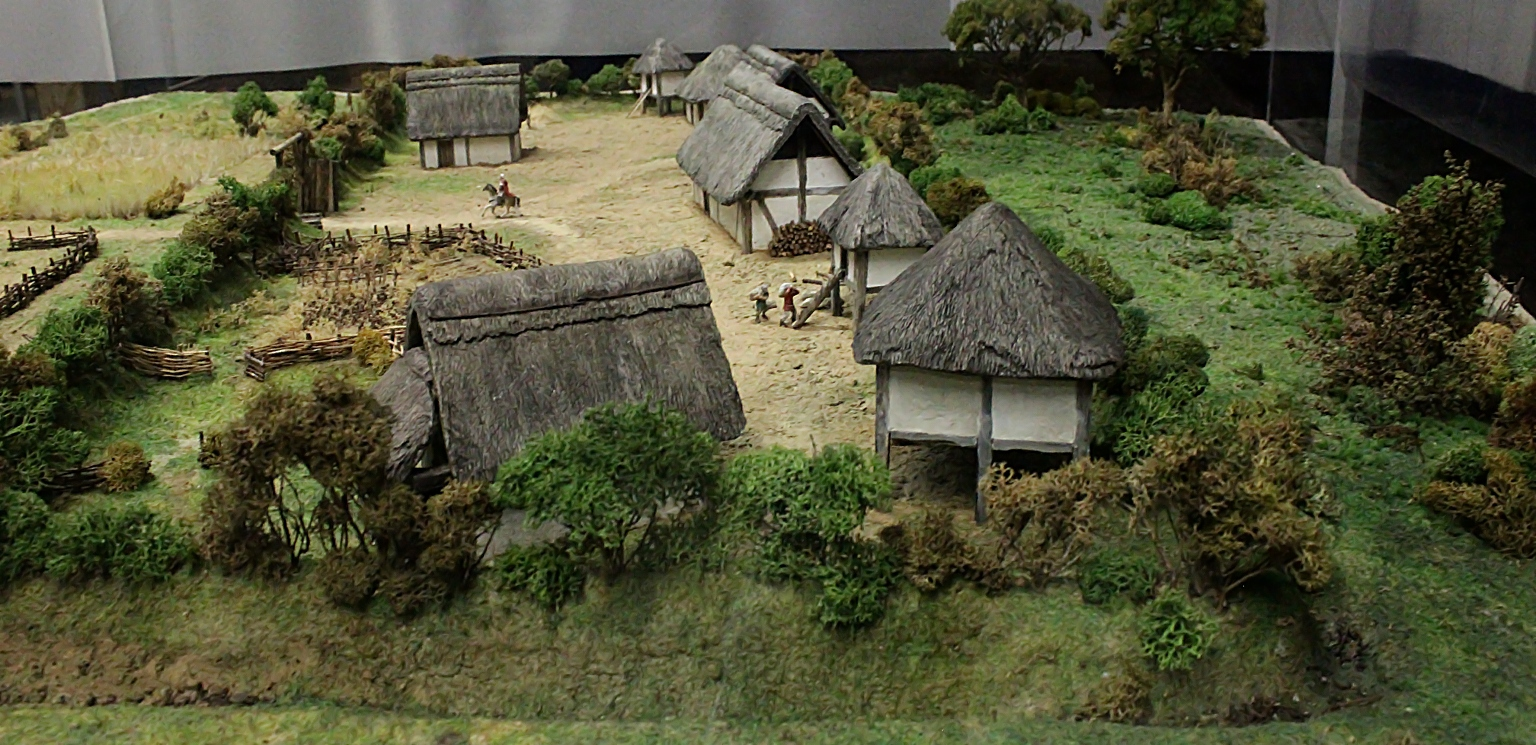
Maquette de la ferme de Verberie (aristocratie gauloise). Cité des Sciences et de l'Industrie (Paris), "Les Gaulois, une expo renversante", 2012.
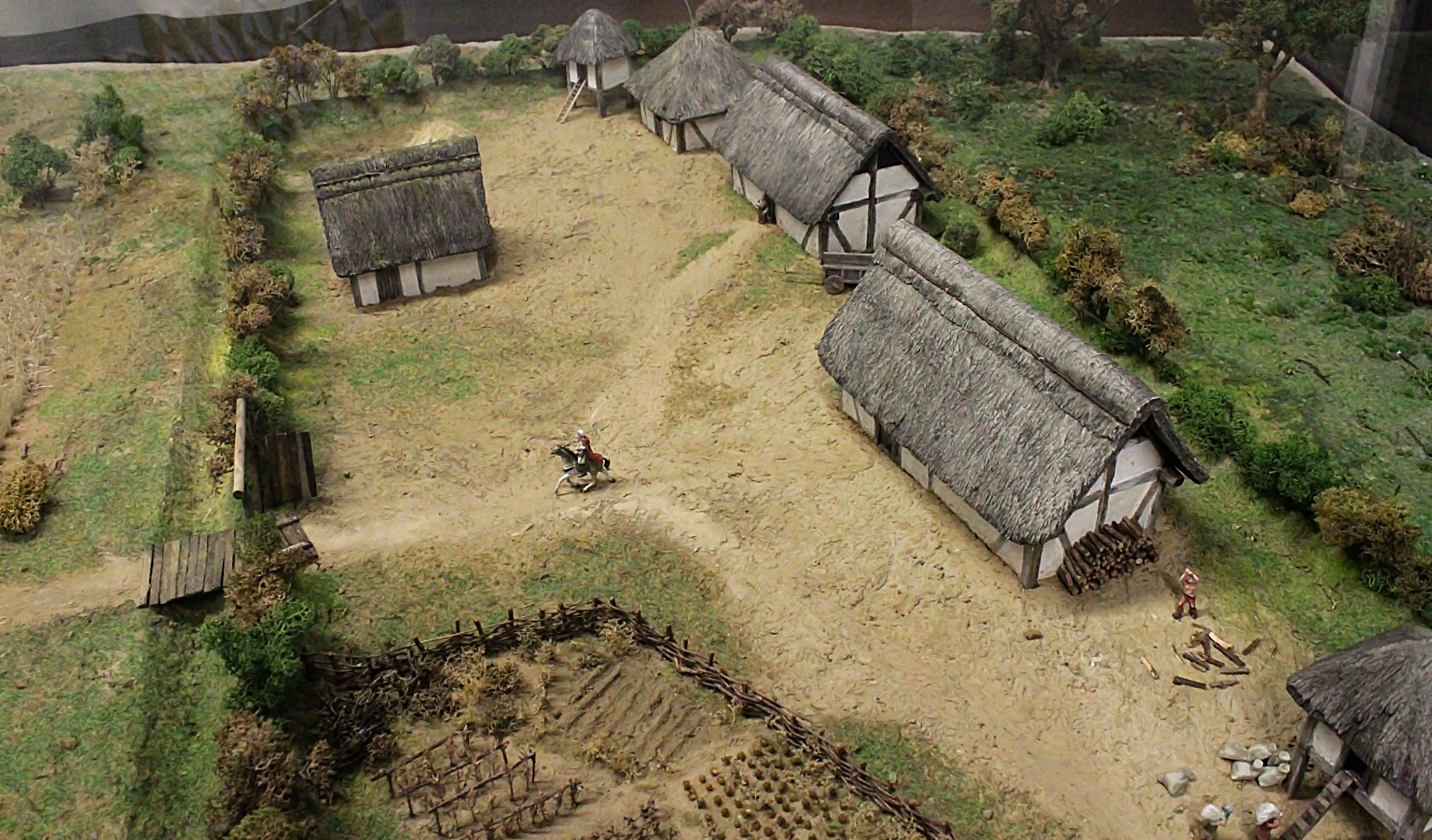
Maquette de la ferme de Verberie.
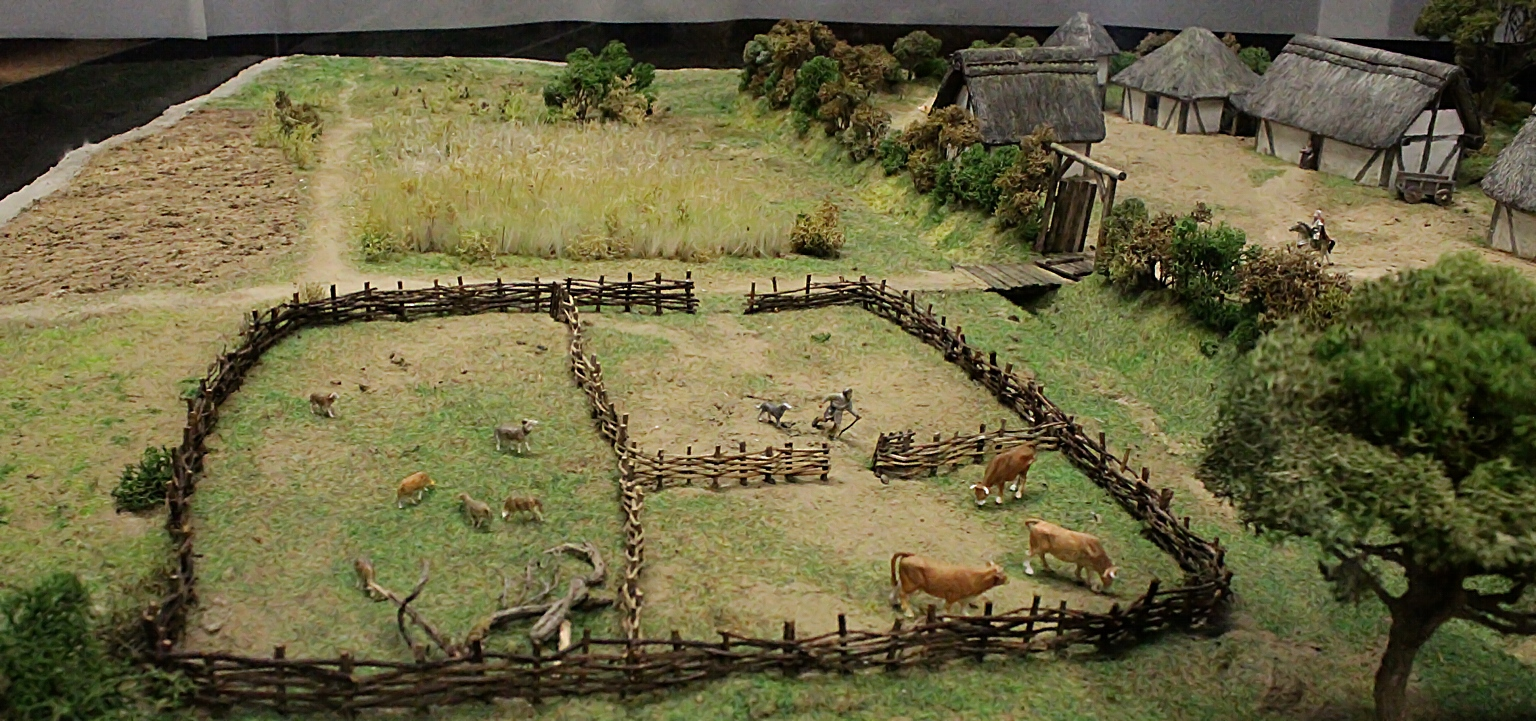
Maquette de la ferme de Verberie.
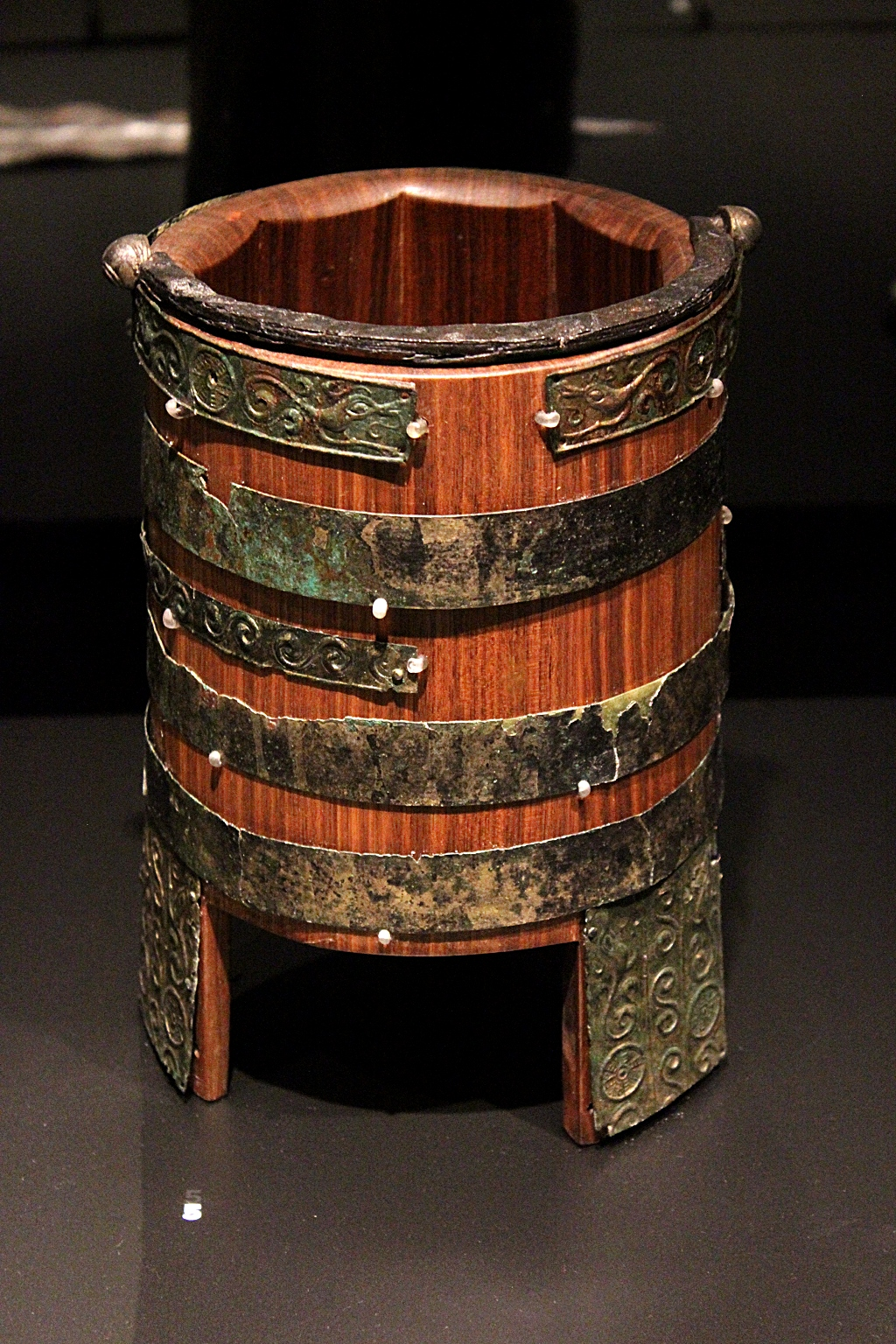
Cerclage métallique d'un seau gaulois.

### Langue
La langue gauloise est mal connue, cependant le corpus des inscriptions gauloises s'est considérablement enrichi ces dernières années, grâce aux progrès de l'archéologie, ainsi que la capacité linguistique à déchiffrer cette langue. Il est établi depuis longtemps que le gaulois est une langue celtique, parfois classée comme langue celtique continentale, alors que d'autres sources n'hésitent pas à souligner sa parenté étroite avec le groupe des langues celtiques brittoniques. Le français a certaines caractéristiques qui sont d'origine gauloise (mais la liste exacte est controversée). 150 mots sont considérés comme gaulois (si l'on exclut les termes dialectaux). La langue française est de toutes les langues romanes celle qui est la plus imprégnée de « celticismes ». Ainsi de nombreux noms d'arbres (if, chêne, érable, verne, etc.), de plantes (droue, beloce, fourdraine, etc.), de poissons (vandoise, limande, loche, etc.), de techniques (ardoise, gouge, quai, chai, etc.) sont propres au latin de Gaule, ainsi que des calques comme aveugle (bas latin aboculis « sans yeux » < gaulois eksops, même sens), quelques influences phonétiques sûres comme caisse de *caxsa au lieu de capsa ou chétif (anciennement chaitif) de *caxtivu- au lieu de captivu-,.
Les Gaulois utilisaient peut-être (mais les témoignages ne sont pas directs et peu sûrs) le système de numération vicésimal (en base 20) ; la présence résiduelle en français de ce système (80 se disant quatre-vingts et non octante comme en latin ; l'hôpital des Quinze-Vingts, héritier d'un hospice fondé vers 1260 par Saint Louis pour 300 aveugles…) est peut-être due à cet héritage.
Certains Gaulois utilisaient l'alphabet grec et comme monnaie des divisions du statère grec. Dans la Turquie actuelle, la Galatie est un lointain témoignage de la présence de Gaulois Volques (Galates) qui servirent Alexandre le Grand comme mercenaires avant de s'établir dans cette région d'Asie Mineure, où ils firent d'Ankara (Ancyre) leur capitale. Le quartier d'Istanbul nommé Galatasaray, « palais des Galates », pourrait provenir du fait de la résidence des mercenaires engagés par le pouvoir byzantin. À en croire saint Jérôme, dans son commentaire de l’Épître aux Galates, ces derniers parlaient encore au IVe siècle la même langue que les Trévires (Trèves). Il faut donc supposer qu’à cette époque le gaulois n’avait pas encore disparu d’Asie mineure, ni d'ailleurs des bords du Rhin, à moins que l'auteur n'ait repris des écrits antérieurs.

### Science et art
Il existe une science gauloise équivalente, dans ses concepts, à la science grecque. Les Gaulois du Ve – IVe siècle av. J.-C. possèdent des connaissances très élaborées de la géométrie, en particulier des propriétés du cercle, et de l'astronomie. Ils les transcrivent dans des objets, qui sont autant des œuvres d’art que des modèles de science.

### Musique
Il ne nous reste peu de la musique gauloise. Cependant nous pouvons en comprendre l’importance lorsqu’une catégorie sociale est tournée vers la musique : les bardes. Ces derniers, utilisant l’art poétique avec la musique, pouvaient conter gloire ou déboire de guerriers ou rois. Ils auraient eu le devoir aussi d’accompagner les âmes guerrières à l’Avalon, le paradis Gaulois, par la musique.
Il nous reste deux instruments utilisés par les Gaulois : la lyre, cithare à sept cordes, et le carnyx, instrument de guerre.
Au-delà des rôles religieux et militaires de la musique, les Gaulois l’utilisaient aussi durant les assemblées pour calmer les mœurs.

### Religion
Les Gaulois sont polythéistes. Le druide est un personnage important aux multiples facettes : il remplit le rôle à la fois de ministre du culte, théologien, philosophe, gardien du Savoir et de la Sagesse, historien, juriste et aussi conseiller militaire du roi et de la classe guerrière.
Les ovates secondent les druides en amenant et liant les bêtes lors des sacrifices. Les Gaulois pratiquent des sacrifices d'animaux pour les Dieux et procèdent ensuite à de la divination avec leurs organes. Ils ont pour rituel de détruire volontairement leurs armes et leurs objets de guerre ainsi que des pièces de monnaie par exemple afin de les offrir aux Dieux en leur faisant perdre leur valeur pour les mortels.
Les auteurs antiques ont propagé le stéréotype de « druides s'affairant à des sacrifices innommables au sein de forêts mystérieuses. Cette image faisait des Gaulois des sortes de sauvages, bons ou mauvais selon les temps et ceux qui les évoquaient, Rousseau ou Voltaire par exemple ».

### Structure sociale
Les Gaulois, comme de nombreuses civilisations antiques, entretiennent des rapports fonctionnant sur un principe clientéliste. Ce lien social très fort serait apparu lors de l'époque aristocratique (IIIe et IIe siècles av. J.-C.) et aurait perduré jusqu'à la conquête, lorsque des notables locaux (les « Vergobrets ») se seraient substitués aux nobles. Les clients servaient des patrons, sans doute originellement afin de rembourser d'anciennes dettes, de réparer certaines fautes, ou pour d'autres raisons à caractère social et ce lien se transmettait héréditairement. L'homme ou le peuple client était libre (le clientélisme antique est différent de l'esclavage) mais il devait rendre des services ou s'acquitter de tributs. Un patron pouvait avoir plusieurs clients. Il pouvait, enfin, défaire le lien qui pesait sur sa clientèle ou bien transmettre sa clientèle à un autre. Des gens, des familles entières, pouvaient ainsi être clientes d'une personne ou d'une famille puis d'une autre.

### Sentiment d'appartenance
La question se pose de savoir si les Gaulois avaient conscience d'appartenir à un ensemble de peuples ayant en commun une culture commune au-delà de leur civitas d'origine. Certains éléments relatifs au rôle de la classe sacerdotale attestent que les Gaulois avaient le sentiment d'appartenir à un ensemble cohérent, capable en certaines circonstances de transcender les simples nations, à la manière des Highlanders écossais, cultivant avec passion leurs appartenances à ces clans rivaux mais conscient d'appartenir à une patrie commune. La classe sacerdotale veillait au maintien de cette unité avec une institution qui était selon Jules César, située aux confins du territoire des Carnutes, dont on sait qu'elle était commune à tous les peuples de la Gaule et à elle-seule ; au cours de celle-ci, se réglaient les différends judiciaires entre les peuples de la Gaule. On ne sait pas situer précisément ce locus sacratus. Des auteurs le situent en Sologne qui fut à l'époque gauloise une forêt-frontière d'une grande importance, séparant deux importantes nations celtes, les Carnutes au Nord, les Bituriges Cubes au sud et pourrait correspondre à ce Nemeton de la Gaule, témoignant d'un sentiment d'appartenance gaulois au-delà des différences tribales. Des études plus récentes situent ce lieu d'assemblée sur un site pré urbain, comme à Jouars au nord du territoire carnute. Cette institution imposait une trêve respectée par tous les peuples gaulois et peut être comparée aux Jeux panhelléniques, qui dans une Grèce morcelée en Cités-États en perpétuelle rivalité armée, imposait également une trêve à tous les peuples de la Grèce. D'autres éléments vont dans ce sens, tel le discours que César prête à Vercingétorix lors de l'assemblée de Bibracte ou celui qu'il attribue à Critognatos, à Alésia.

## Agriculture
La Gaule était principalement un pays agricole. Sa prospérité provenait d'une agriculture largement excédentaire qui exportait ses surplus chez ses voisins, ce dont témoignent des textes massaliotes, étrusques et romains. La majeure partie de la population était constituée de paysans, réputés pour l'abondance, la qualité et la diversité de leur production, mais aussi pour leurs inventions technologiques. La quasi-totalité des outils employés dans l'agriculture jusqu'à la Première Guerre mondiale était déjà en usage chez les Gaulois, sans changement important et c'est à eux qu'il convient d'en attribuer l'invention. Chez les Belges, une moissonneuse a été inventée, attestée en pays rème et trévire.

## Urbanisation
Dans le sud de la Gaule, apparaissent assez tôt de véritables petites villes fortifiées. Le cas d'Entremont, capitale des Salyens, détruite par les Romains en 123 av. J.-C. en est l'illustration, avec ses puissantes murailles et leurs tours, des maisons et des rues entièrement construites en pierre. De même, l'habitat celte de Martigue, mis au jour lors de travaux d'urbanisme, atteste lui aussi d'un développement urbain réel. Depuis la création en 2002 de l'Institut national de recherches archéologiques préventives (INRAP), ses chercheurs ont multiplié les fouilles préventives liées aux développements des constructions urbaines, routières et ferroviaires : il en résulte une série de mises au jour de villes gauloises jusque-là inconnues car non mentionnées dans les textes antiques. Centres de pouvoir contrôlant un territoire et reliées par un réseau de voies de communication, ces villes pouvaient servir de marché, de centre d'artisanat, d'entrepôt de stockage, de résidence princière, d'ateliers de monnayage, de lieux de garnison : non assimilables à de simples forteresses, elles étaient souvent des capitales de territoire. C'est plus à l'archéologie qu'aux textes, que l'on doit de connaître un processus urbain proprement gaulois beaucoup plus important qu'on ne le croyait. Des ensembles urbains souvent non fortifiées apparaissent dans le monde gaulois et au-delà celtique, dès le IIIe siècle av. J.-C.. Entre la fin du IIe et le début du Ier siècle, ce processus atteint son apogée. En France, les oppida de Bibracte ou de Corent en sont les exemples les plus emblématiques, dotés de tous les équipements nécessaires au fonctionnement de la cité (rempart pour le premier, sanctuaire et édifice d'assemblée, pour le second). D'autres exemples comme celui du Mont-Lassois (Vix) ou de l'Oppidum Saint-Marcel (Le Pègue) attestent que c'est quatre cents ans plus tôt qu'il faut situer les débuts de centres urbains et que leur origine est indigène.

## Société gauloise

### Organisation sociale
L'organisation de la société gauloise répond globalement aux fonctions tripartites indo-européennes avec la classe sacerdotale représentée par les druides, la classe guerrière représentée par une aristocratie qui gère les affaires militaires et la classe des producteurs (artisans, agriculteurs, éleveurs).

### Organisation politique
Une généralisation précise d'un système politique commun à tous les peuples gaulois serait actuellement infondée. Cependant, une base commune se retrouve chez plusieurs cités grâce aux sources antiques et à l'archéologie. Elle se compose d'un sénat, où s'y réunissent les equites (chevaliers), de la cité-état. Ce sénat, composé de l'aristocratie guerrière, dirige la cité. Certaines cités étaient dirigées par un roi (comme celle des Arvernes, dont le plus célèbre n'est autre que Vercingétorix), alors que d'autres l'étaient par un aristocratie de guerriers.
La nation pour laquelle l'organisation politique est la mieux connue est celle des Eduens. Tous les ans, en avril, des élections ont lieu rassemblant toute la noblesse guerrière sous l'égide des druides. Cette assemblée armée élisait annuellement un magistrat, appelé vergobret qui avait l'interdiction de quitter le territoire, et un chef de guerre ou stratège dont la seule fonction est de mener les campagnes guerrières extérieures. Ces deux fonctions ne pouvaient être exécutées par la même personne ni même par deux membres de la même famille.
Le sénat d'un peuple gaulois aurait été composé des membres de familles patriciennes et avait un rôle de consultation. Ces mêmes familles auraient fourni les magistrats.
Au niveau civilisationnel, la réunion annuelle druidique dans la forêt des Carnutes avait un pouvoir politique fort. En effet, les druides étaient sollicités à la fois par des particuliers ou par des peuples pour des questions diplomatiques et rendaient un jugement du fait de leur réputation sage, savante et neutre.

### Apparence physique
Le savant Posidonios qui a effectué un voyage dans le sud de la Gaule dans les années 100 av. J.-C., décrit les Gaulois ainsi : « Quelques-uns se rasent la barbe, d'autres la laissent croître modérément ; les nobles gardent leurs joues nues, mais portent les moustaches longues et pendantes au point qu'elles leur couvrent la bouche ». Cette description nuancée n'a pas empêché une série de stéréotypes liés à leur physionomie : tous les Gaulois seraient des hommes robustes, de haute taille, à la peau blanche et les yeux bleus, portant de longues moustaches pendantes et une chevelure claire (blonde ou rousse), longue et hirsute. Ce portrait caricatural est utilisé « par certains comme un idéal (c'est le cas des idéologues de la Ligue du Nord en Italie, qui revendiquent l'ascendance celte pour se distinguer des populations du sud de la péninsule), par d'autres comme un repoussoir, tels les jeunes issus de l'immigration non européenne qualifiant de « Gaulois » leurs camarades de couleur blanche ».

## Données génétiques

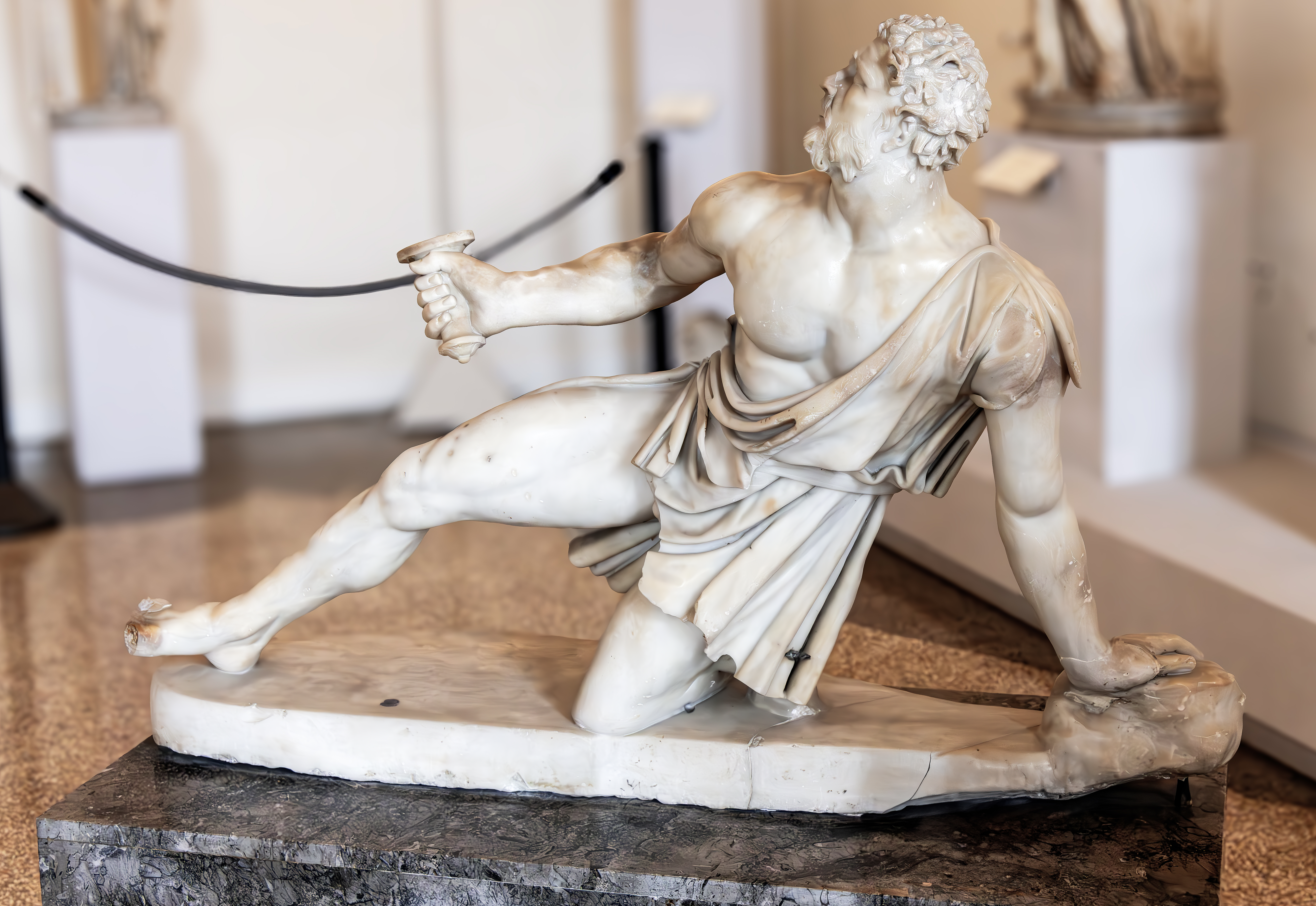
Copie romaine d'une sculpture hellénistique d'un guerrier gaulois, Musée archéologique national de Venise.

Les études génétiques portant sur les populations celtiques du territoire de la Gaule sont en accord avec le peuplement de l'Europe à l'âge du bronze, puis à l'âge du fer. Elles montrent chez les individus étudiés un clair héritage de la steppe pontique. Cette ascendance est suggérée notamment par la forte fréquence de l'haplogroupe mtDNA H et les fréquences notables des haplogroupes U4 et I. Ces caractéristiques sont communes avec les groupes de l'Âge du bronze ayant un fort héritage des steppes. L'héritage des steppes est confirmé par la majorité frappante des haplogroupes R* et R1b du chromosome Y.
Des études génétiques récentes, publiées depuis les années 2020 ont montré que les individus de l'âge du bronze et ceux de l'âge du fer se regroupent dans des profils génétiques proches des populations actuelles d'Europe centrale. L'âge du fer n'est pas lié à un nouveau flux de gènes, ce qui semble indiquer qu'il correspond en France à une diffusion culturelle et non pas démique. Les Gaulois ne seraient donc pas les descendants d'envahisseurs venus d'Europe centrale pour amener la culture celtique dans ce qui est aujourd'hui la France mais seraient plutôt les descendants directs des populations de l'âge du bronze et le phénomène celtique serait donc plus dû à une acculturation plutôt qu'amené par une population étrangère,. Ces conclusions sont en adéquation avec les théories qui font émerger les Celtes de populations issues de la culture campaniforme. Néanmoins, étant donné la grande homogénéité des profils génétiques en Europe à cette période, une migration intra-européenne est difficile à mettre en évidence.
L’analyse de l’ADN de fossiles, de sépultures et d’individus contemporains européens et français a permis de retracer en grande partie l’histoire des populations peuplant l’Europe et la France depuis la Préhistoire jusqu’à nos jours,,. Ces études montrent notamment que les invasions du Bas-Empire puis du Haut-Moyen Âge concernaient des populations peu nombreuses, quelques milliers d'individus, et génétiquement très proches,,, et qu’il n’y a pas eu de variations génétiques importantes en France et en Europe depuis environ 4 000 ans. C'est donc une population d'origine principalement gauloise qui peuplait au cours du Ier millénaire le territoire correspondant à la France moderne,.

## Peuples gaulois

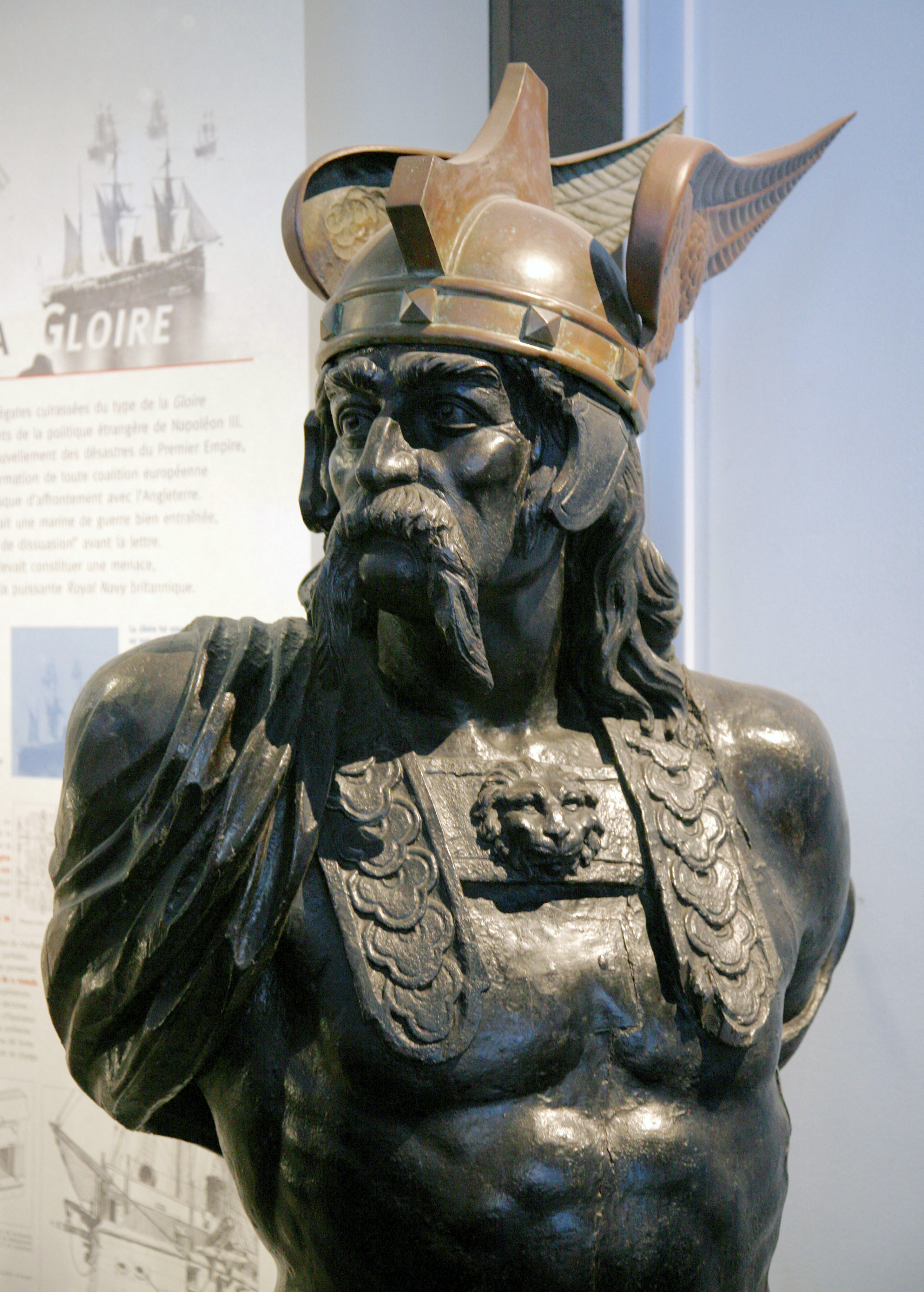
Buste de Brennos provenant de la figure de proue du cuirassé Brennus, Musée national de la Marine.

## Gaulois célèbres
- Ambigatos, (VIe siècle av. J.-C.) roi des Bituriges. Peut-être un fondateur mythique.
- Ambiorix, roi des Eburons et chef de la révolte des Belges en -54. Après avoir surpris les légions dans les forêts du nord, il réussit à échapper aux Romains en s'enfuyant en Germanie.
- Autaritos, mercenaire Gaulois de Carthage, il reste fidèle à la cité pendant la première guerre punique, avant de se retourner contre la cité pendant la guerre des mercenaires. Vaincu, il se rend à Hamilcar Barca et est crucifié en face des autres mercenaires.
- Bituitos, roi des Arvernes avant Vercingétorix, a mené une coalition gauloise contre les Romains, mais a finalement été vaincu.
- Boduognat, chef des Nerviens lors de la première guerre contre les Belges en -57. Il faillit être vaincu au cours de la bataille du Sabis, dite « de la Sambre » ou de « la Selle », et mourut dans l'année qui suivit sa défaite.
- Brennos, qui conquit Rome en 390 av. J.-C.
- Brennos, qui pilla Delphes en 279 av. J.-C.
- Camulogène, aristocrate Aulerque, chef de guerre menant la coalition des peuples de la Seine en 52 av. J.-C.
- Casticos, aristocrate du puissant peuple celte des Séquanes.
- Catamantaloédis, allié des romains lors de la bataille d'Aix en Provence contre les Cimbres, père de Casticos.
- Celtillos, aristocrate du peuple arverne et le père de Vercingétorix
- Commios, roi des Atrébates, initialement un allié de César avant de se retourner contre les Romains et de devenir un chef de la résistance gauloise.
- Cotos, aristocrate éduen, frère de Valétiacos, élu vergobret en 52 av. J.-C. par des partisans de Viridomaros. Il entre en opposition avec Convictolitavis et Jules César le contraint à se démettre de ses fonctions. Il commande la cavalerie éduenne avant le siège d'Alésia.
- Convictolitavis, vergobret des Éduens contre son rival Cotos. Il est considéré comme le principal artisan du ralliement des Éduens à la coalition gauloise contre l'occupation romaine.
- Cotuatos, personnalité carnute ayant pris la tête d’une insurrection de Cenabum, entrainant le soulèvement d’autres peuples gaulois, puis en riposte le massacre de tous les habitants de la ville par César.
- Crixus, esclave et gladiateur, accompagna Spartacus dans la grande révolte des esclaves en -73 -71.
- Diviciacos, -61, druide des Eduens, ami de l'avocat et orateur romain Ciceron.
- Drappès, aristocrate sénon, l'un des derniers chefs gaulois révoltés contre Rome après la défaite d'Alesia en 52 av. J.-C, vaincu lors de la prise d'Uxellodunum en 51 av. J-C.
- Dumnorix, chef éduen de haute naissance, frère cadet du druide Diviciacos et gendre d'Orgétorix, roi des Helvètes.
- Epasnactos, chef des Séquanes, a joué un rôle crucial lors de la Guerre des Gaules, soutenant Rome contre les Arvernes.
- Éporédorix, aristocrate éduen ayant dirigé en -61 la guerre contre les Séquanes. Après avoir fait partie de la cavalerie alliée dans l'armée de César lors du siège de Gergovie, il se rallie à Vercingétorix.
- Julius Sabinus, aristocrate lingon se prétendant descendant de Jules-César, il se proclame empereur en 69, puis défait, il se cache pendant 9 ans avant d'être exécuté avec son épouse par l'empereur Vespasien.
- Lucterios, un des derniers chefs gaulois résistant à Jules César en -51 sur le site d'Uxellodunum. Réfugié chez les Arvernes après la chute de la place, il fut livré par eux à Jules César et exécuté.
- Œnomaüs, esclave et gladiateur, accompagna Spartacus dans sa révolte, -73 -71.
- Orgétorix, chef des Helvètes lorsque ceux-ci décidèrent, en 61 av. J.-C., de migrer d'Helvétie (Plateau suisse) vers la Saintonge (au sud-ouest de la Gaule).
- Vercingétorix, roi arverne, chef de la coalition gauloise qui s'opposa à César en -52 avant de se rendre à l'issue du siège d'Alésia (au cours duquel il ne put rompre l'encerclement de la place) et d'être emmené à Rome pour y être exécuté.
- Vercassivellaunos, parent de Vercingétorix, il a mené une charge contre les Romains lors du siège d'Alésia.
- Viridomaros, chef des Gaesates, il a combattu aux côtés des Insubres contre les Romains lors de la bataille de Télamon en 225 av. J.-C.
- Viridomaros, aristocrate gaulois du peuple des Éduens qui participa à l'insurrection contre César.

## Réception historiographique

### Historiographie grecque et romaine

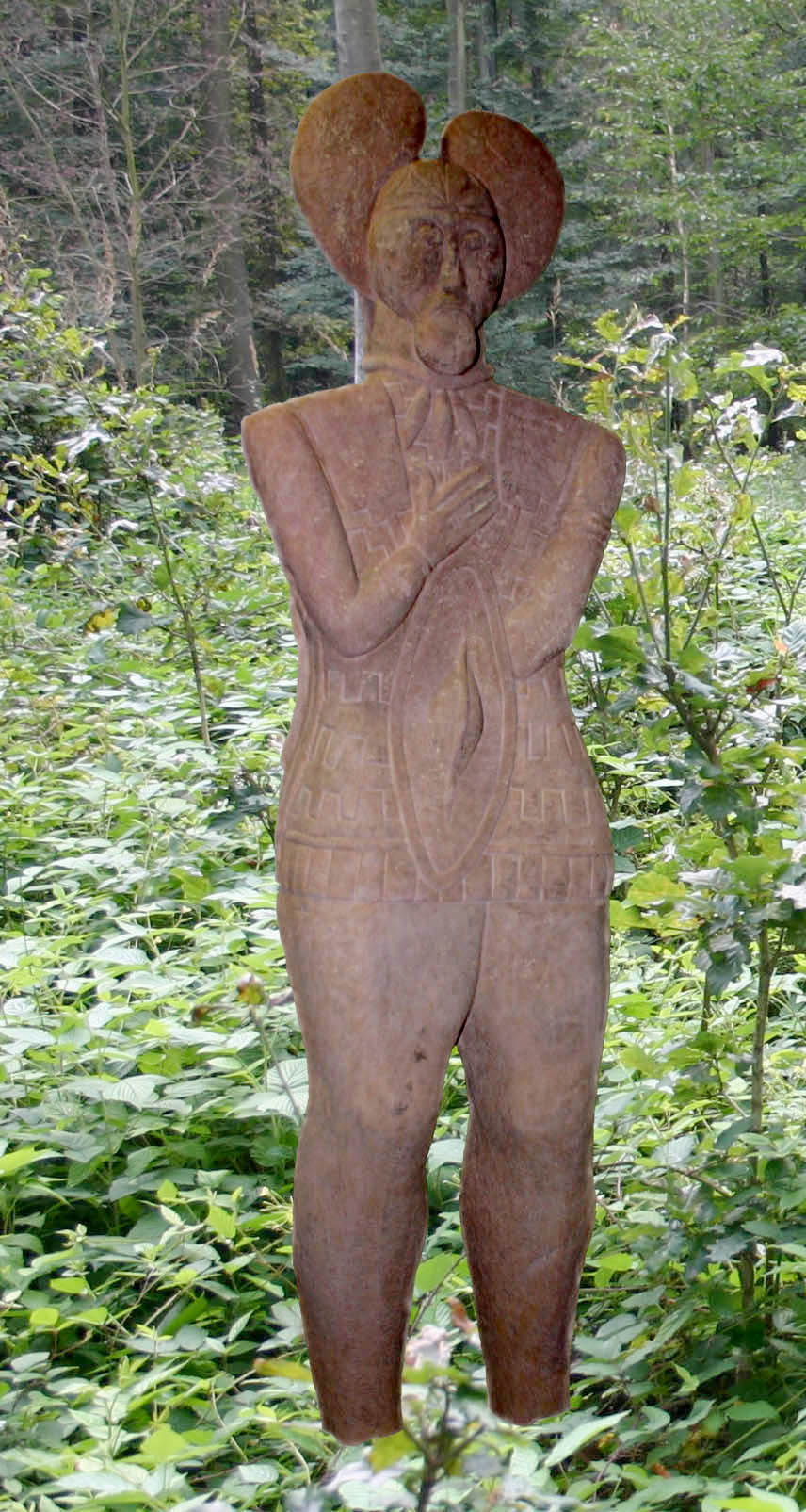
La coiffure sophistiquée en « double feuille de gui » du prince de Glauberg est loin de l'image stéréotypée du gaulois hirsute.

Le sac de Rome en 390 av. J.-C. par les Gaulois menés par Brennus et celui de Delphes par Brennos en 279 av. J.-C. durant la Grande expédition, suivi de la colonisation des Galates en Asie Mineure, sont à l'origine du stéréotype ethnographique gaulois forgé dans les textes des auteurs grecs et romains (Posidonios, Diodore de Sicile, Strabon, Tite-Live, Cicéron et César), stéréotype que les Gaulois ont pu ensuite intérioriser : celui du guerrier ne respectant pas les lieux sacrés et se battant de manière désordonnée, parfois nu car méprisant la mort ; du barbare hirsute, la moustache pendante, s'habillant de manière bariolée, s'adonnant volontiers aux sacrifices humains et à l'ivresse lors des festins. Ce topos renforcé par l'iconographie gréco-romaine (monnaies, sculptures) est cependant infirmé par les travaux archéologiques et historiques qui montrent une société gauloise très bien organisée politiquement et religieusement,.

### Historiographie française

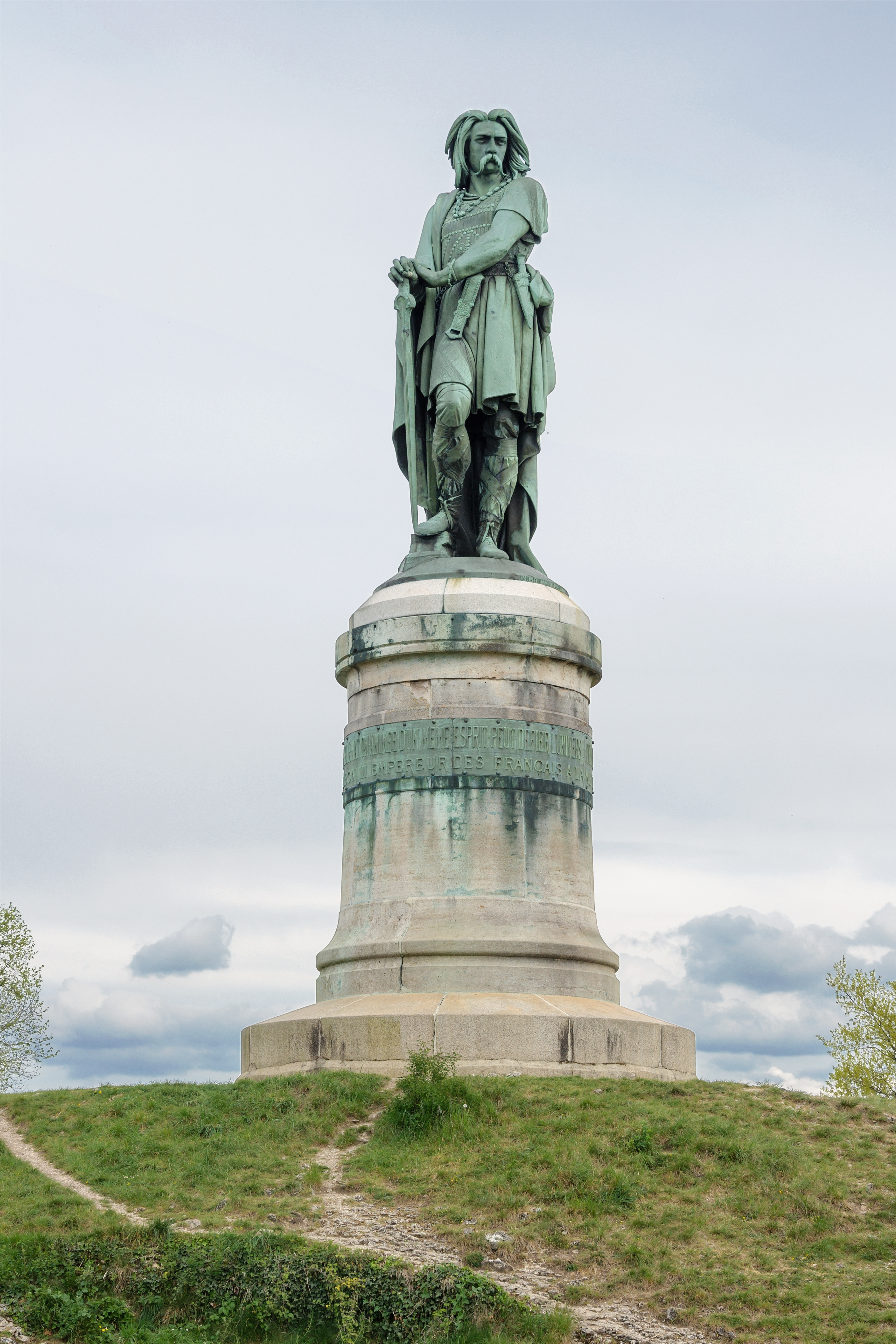
Statue monumentale de Vercingétorix par Aimé Millet, Alise-Sainte-Reine, 1865.

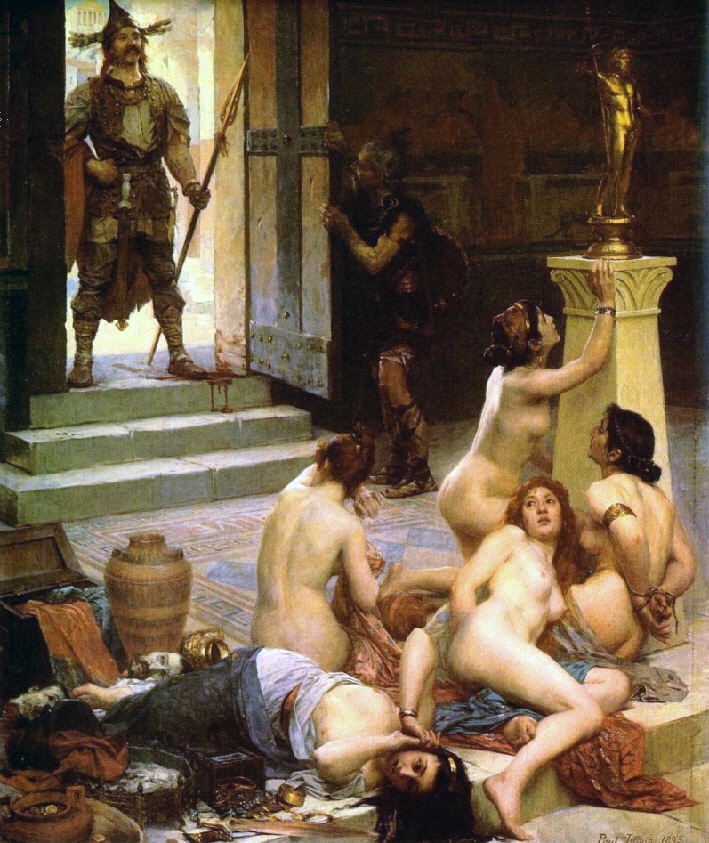
Brennus et sa part de butin, Paul Jamin, 1893.

Vercingétorix jette ses armes aux pieds de Jules César, peinture de Lionel Royer, musée Crozatier, Le Puy-en-Velay ancienne Capitale des Vellaves, un peuple Gaulois qui a combattu aux côtés de Vercingétorix.

La genèse de la conscience nationale française se produit au cours de plusieurs phases historiques : depuis l'Antiquité jusqu'au Moyen Âge, se développe l'identité gauloise avant même son existence, au XVe siècle émerge culturellement la conscience nationale grâce à la redécouverte du passé gaulois par un petit groupe d'érudits humanistes, au XVIIIe siècle et surtout au XIXe siècle se politise l'idée nationale en faisant réémerger le passé, après la guerre de 1870 et au XXe siècle l'idée nationale au travers de l'identité gauloise se met à acquérir le soutien des masses.
La légende de l'origine troyenne des Francs est un mythe historique apparu au VIIe siècle et couramment utilisé jusqu'à la seconde moitié du XVIe siècle, faisant des Romains (descendants du Troyen Énée) les frères des Gaulois. Il est popularisé par les écrivains et les chroniqueurs de Frédégaire à Ronsard, et évolue progressivement en intégrant celui de l'origine troyenne des Gaulois. Au Moyen Âge classique, le mythe troyen d'identification devient de plus en plus englobant : dans les romans courtois, les Troyens sont à l'origine des défrichements ou de la hiérarchie féodale en France. Ce mythe élitiste, correspondant à la première phase du mouvement national selon l'historien Miroslav Hroch, légitime la domination de la noblesse et du clergé chrétien sur l'ensemble de la société. Au XVe siècle, l'émergence de royaumes nationaux sûrs de leur identité voit les sociétés en quête d'autochtonie refuser leur mythe des origines troyennes remis en cause scientifiquement par les humanistes de la Renaissance. La France ranime ses ancêtres Gaulois au détriment des Troyens. Au XVIe siècle, dans un contexte de celtomanie (depuis l’Illustration de Gaule et Singularité de Troie de Jean Lemaire de Belges en 1511 jusqu'au roman L'Astrée d'Honoré d'Urfé en 1627), naît le mythe de la Gaule indépendante et du « bon gaulois » vis-à-vis des Romains dont les Italiens se réclament les descendants légitimes, comme dans l'ouvrage de Pierre de La Ramée en 1559 De moribus veterum Gallorum (Livre des mœurs des Gaulois). Les historiens humanistes de cette époque, essentiellement des juristes comme François Hotman, imaginent une monarchie gouvernée par des assemblées libres (parlements et États généraux), à l'instar des assemblées druidiques. Au XVIIe siècle, la monarchie absolue revient au mythe troyen à l'origine des rois Francs chrétiens régnant sur un peuple issu des Gallo-romains.
Au XVIIIe siècle, l'image des Gaulois dans les milieux lettrés n'est plus valorisante : l'article Gaulois de l'Encyclopédie de Diderot et d'Alembert conclut ainsi : « Les mœurs des Gaulois du temps de César, étaient la barbarie même… Il faut, comme le dit M. de Voltaire, détourner les yeux de ces temps horribles, qui font la honte de la nature ». Cette image est radicalement changée à la même époque par plusieurs courants : un courant historique portant sur une querelle entre germanistes et romanistes, un courant archéologique et ethnographique porté par des antiquaires anglais puis français. Ce courant est initié par l'antiquaire anglais William Stukeley qui fait revivre le mythe druidique : dans The History of the Temples of the Ancient Celts publié en 1740, il développe la théorie selon laquelle les monuments mégalithiques sont les temples des druides. Le néodruidisme apparaît alors, remettant les Celtes et les Gaulois à l'ordre du jour. Un autre courant littéraire est mené par le poète et faussaire écossais James Macpherson, auteur entre 1760 et 1763 d'Ossian et notamment de Fragments de poésie ancienne recueillis dans les montagnes d'Écosse qu'il attribue à un barde guerrier, redonnant ainsi la popularité aux Celtes et Gaulois par la littérature. La Révolution française se réclame plutôt de la République romaine ou de Sparte, à l'exception de l'abbé Sieyès : alors que la noblesse fait remonter ses privilèges à la conquête franque, l'essayiste et religieux français, favorable au Tiers état, rappelle que cette conquête s'est faite sur les Gallo-romains. L'origine du peuple français serait donc les Gaulois.
Au XIXe siècle, François-René de Chateaubriand réalise la synthèse entre le mégalithisme et l'ossianisme dans Les Martyrs publié en 1809. Plusieurs auteurs régionalistes s'intéressent aux origines celtes de leur région comme Théophile-Malo de La Tour d'Auvergne-Corret en Bretagne, Hector du Lac de la Tour d'Aurec dans le Forez ou Jean Picot dans le Genevois. Sous la Restauration puis les Trois Glorieuses, de jeunes historiens Amédée Thierry (c'est lui qui fait naître le « Nos ancêtres les Gaulois » dans son Histoire des Gaulois publiée en 1828) puis Henri Martin relisent les textes antiques grecs et romains et réécrivent l'histoire de France non plus sous la chronologie dynastique mais sous l'angle de la nation vieille de 2 000 ans : ils consacrent à nouveau les Gaulois comme ancêtres originels des Français et créent des légendes autour du premier héros national, Vercingétorix. Napoléon III, auteur d'une biographie de Jules César (en 1866), a contribué à ranimer le passé gaulois : il commande au sculpteur Aimé Millet la statue monumentale de Vercingétorix, érigée sur le site d'Alésia ; il favorise le développement de sociétés savantes menant des fouilles archéologiques (Jacques Gabriel Bulliot et Bibracte en 1836, Joseph Déchelette engage des correspondances avec tous les savants européens pour y visiter leurs oppida) sous la houlette de Prosper Mérimée, il s'implique dans les chantiers de fouilles (Gergovie, Alésia, Bibracte dont on recherche alors les emplacements) sur les sites de la guerre des Gaules, chantiers confiés à son aide de camp le colonel baron Eugène Stoffel, historien dans l'âme.
Les instituteurs de la Troisième République, par leur haine du Second Empire accusé de vouloir imposer son histoire officielle, remettent en cause ces emplacements, à tort. Dans un but de propagande nationale destinée à exalter le patriotisme des Français, notamment au début du XXe siècle dans le contexte de l'opposition à l'Allemagne, l'idéologie de l'école de Jules Michelet et de la Troisième République a propagé une vision ethnocentriste du peuple français, privilégiant un élément gaulois indigène (Vercingétorix est vu comme un résistant à l’envahisseur) par rapport aux éléments romains, germaniques et romans postérieurs, voulant également restaurer les frontières naturelles de la Gaule. Ainsi, dans l'église de Ham, on pouvait voir jusqu'à l'époque de la Grande Guerre, un plâtre (préfiguration d'un bronze) dans lequel Vercingétorix et Jeanne d'Arc se serraient la main, avec marqué au revers « Aux martyrs de la résistance ». Les manuels scolaires sont illustrés de reproductions d'estampes avec des représentations archétypales : sacrifice humain par un druide sur un dolmen, reddition du valeureux Vercingétorix à cheval, jetant ses armes aux pieds de César. Ernest Lavisse, dans son Histoire de France illustrée depuis les origines jusqu’à la Révolution aux nombreuses rééditions, parle des Gaulois comme des barbares hirsutes indisciplinés mais « braves, intelligents et gais ». Le Tour de la France par deux enfants d'Augustine Fouillée, destiné au cours moyen, décrit la Gaule « presque entièrement couverte de forêts. Il y avait peu de villes et la moindre ferme de votre village, enfant, vous semblait sublime ». Dans cette vision, Rome a apporté la civilisation à la Gaule comme la France l'apporte à ses colonies.
Les deux guerres mondiales ne modifient pas cette vision d'une Gaule héroïque résistant bravement, le personnage de Vercingétorix étant utilisé sous l'Occupation aussi bien par les tenants du maréchal Pétain qui voient dans le héros gaulois la dignité qu'il faut afficher dans la défaite et la lucidité de se placer sous la domination militaire romaine (Vercingétorix est alors assimilé au maréchal, la domination romaine aux nazis), que par les tenants du général de Gaulle qui exaltent sa volonté de lutter jusqu'au bout pour l'indépendance nationale.